# Samsung Galaxy A50
Samsung Galaxy A50 é um smartphone da fabricante Samsung, que utiliza o sistema operacional Android.
Ele possui uma tela Full HD+, Super AMOLED de 6,4 polegadas com resolução de 1080 x 2340 pixels, nas especificações internas estão dois processadores Quad-Core, um de 1,7 GHz e o outro de 2,3 GHz, memória RAM de 4 GB, um armazenamento interno de 64 GB, com expansão para até 512 GB com um microSD. Também possui uma câmera traseira com uma resolução de 25 MP e uma câmera frontal com resolução de 25 MP. Por último, está presente uma bateria fixa de 4000 mAh e uma conexão USB 2.0 Tipo-C, foi lançado em 10 de abril de 2019.

## Especificações técnicas
- Sistema operacional: Android 9 Pie com atualização para Android 11 (One UI 3.0)
- Processadores: Quad-Core de 2,3 GHz Samsung Exynos 9610 e Quad-Core de 1,7 GHz Samsung Exynos 9610
- Memória RAM: 4 GB
- Memória Interna: 64 GB com expansão via microSD de até 512 GB
- Cores: Preto, Branco, Azul e Coral
- Peso: 166 gramas
- Tela: 6,4 polegadas, Super AMOLED em Full HD+, Gorilla Glass 3
- Câmera traseira: 25 megapixels + 5 megapixels + 8 megapixels, flash LED, estabilização de imagem digital, autofoco, foco por toque, HDR, detecção de rosto e sorriso e gravações de vídeo em Full HD.
- Câmera frontal: 25 megapixels
- Wi-Fi, Bluetooth e GPS
- Internet via satélite: 2G, 3G e 4G
- Extras: Acelerômetro, Bússola, Giroscópio, Reconhecimento Facial, Sensor de Impressão Digital, Sensor de Luminosidade e Sensor de Proximidade.[1][2][3]